# Ушин, Алексей Алексеевич
Алексей Алексеевич Ушин (24 февраля 1903 — 20 мая 1942, Ленинград) — советский художник, книжный график. Брат театрального художника и книжного графика Николая Ушина, отец петербургского графика, народного художника России, Андрея Ушина (1927—2005).
Как художник в своём творчестве был близок кругу «Мира искусства». Творческий взлёт А. А. Ушина пришёлся на 1920-е—1930-е годы. За два десятилетия он оформил более 500 книг. Также А. А. Ушин много сделал для развития советского шрифтового искусства. Он разработал оригинальный шрифт в виде объёмных свинцовых букв с боковой подсветкой для первого в СССР звукового художественного фильма «Встречный» (1932).
Умер от голода 20 мая 1942 в блокадном Ленинграде в период Великой Отечественной войны. Похоронен на Пискарёвском кладбище.

## Некоторые работы
- «Декамерон». Титульный лист, 1928
- Ирландские саги. Титульный лист, 1929
- Ирландские саги. Титульный лист, 1933
- Фронт и тыл. Опера-оратория. Обложка, 1931